# Pareuptychia eous
Pareuptychia eous är en fjärilsart som beskrevs av Butler 1866. Pareuptychia eous ingår i släktet Pareuptychia och familjen praktfjärilar. Inga underarter finns listade i Catalogue of Life.